# Myélogramme
Un myélogramme est un examen (examen hématologique) qui permet l'étude de la moelle osseuse après une ponction suivie d'une aspiration. On effectue ensuite un frottis de moelle osseuse à partir du liquide aspiré. Ce nom correspond aussi bien à l'acte de prélèvement (ponction-aspiration) qu'à l'examen biologique (lecture du frottis après coloration).

## Indications
La moelle osseuse est le site de formation des précurseurs des cellules du sang. Les globules rouges, globules blancs et plaquettes se forment à partir de différentes lignées cellulaires (respectivement érythroblastique, granuleuse ou myéloïde, mégacaryocytaire) produites dans la moelle osseuse.
Le myélogramme est indiqué dans différentes situations :
- en cas d'anomalie quantitative ou qualitative des cellules sanguines visibles sur l'hémogramme (ou numération formule sanguine), en particulier s'il existe une atteinte de plusieurs lignées (faisant suspecter un défaut de production par la moelle) ou si on a vu sur le frottis sanguin des cellules anormales (suspicion d'hémopathie maligne)[1] ; si la moelle apparaît pauvre on suspecte une aplasie médullaire mais cette dernière ne peut être affirmée que par une biopsie osteo-medullaire. Pour les anémies, neutropénies ou thrombopénies d’origine génétique, l’analyse des précurseurs médullaires peut orienter le diagnostic étiologique.
- en cas de suspicion d'hémopathie maligne (leucémie, syndrome myelodysplasique, lymphome, myélome) même si l'hémogramme est normal ;
- Pour rechercher des métastases médullaires d'une tumeur solide (une biopsie ostéomédullaire peut aussi être nécessaire) ;
- Plus rarement :
  - pour le diagnostic de certaines maladies métaboliques, maladies de surcharge en particulier comme la maladie de Gaucher,
  - pour le diagnostic de certaines infections, parasitaires comme la leishmaniose viscérale, ou bactériennes avec réalisation d'une myéloculture,
  - pour le diagnostic de la mastocytose osseuse systémique, maladie orpheline : recherche de mastocytes.

Les contextes de réalisation sont en fait assez larges, car c'est un examen rapide qui permet d'avoir très rapidement (quelques heures) un aperçu de la production des cellules sanguines.

## Réalisation
La ponction de la moelle osseuse se déroule sous anesthésie locale le plus souvent. Elle se fait au niveau du sternum ou de la crête iliaque (os de la hanche). Chez l'enfant, le prélèvement s’effectue uniquement au niveau de la hanche et peut aussi se faire au niveau de la crête tibiale chez le nouveau-né ou le nourrisson. Plus rarement (dans le cadre d'un bilan des atteintes médullaires d'une tumeur solide par exemple) d'autres sites peuvent être ponctionnés, comme les apophyses postérieures des vertèbres. Si la ponction est réalisée au niveau du sternum, le patient est allongé sur le dos. Si elle est réalisée au niveau de l'os iliaque, le patient est allongé sur le côté, allongé à plat ventre ou assis sur le lit. La prévention de la douleur peut utiliser plusieurs approches pouvant être combinées :
- injection locale d'un agent anesthésiant (xylocaïne)
- mise en place préalable (1 à 2h avant) d'une crème anesthésique
- prise orale (45 minutes avant le geste) ou injection (juste avant le geste) d'un morphinique
- inhalation (pendant le geste) de protoxyde d'azote (MEOPA).

Mais la rapidité du geste réduit beaucoup la sensation désagréable (en particulier au moment de l'aspiration de la moelle osseuse) et ne doit pas faire craindre ce geste. Une explication détaillée du geste au patient avant le prélèvement doit permettre de rassurer ce dernier.
Le médecin va ensuite ponctionner l'os en utilisant un trocart muni d'un mandrin, spécifiquement conçu pour la ponction de moelle. La longueur de l'aiguille dépend du site ponctionné. Une fois le trocart en place, le mandrin est retiré, une seringue est fixée sur le trocart et un peu de moelle est aspirée. La douleur la plus franche est ressentie lors de cette aspiration. Si on souhaite faire uniquement des frottis médullaires on ne prélève que très peu de moelle (<1 ml) pour ne pas diluer celle-ci. Parfois on reprélève un peu de moelle pour réaliser d'autres examens (immunophénotypage, analyses génétiques et moléculaires, congélation de cellules...)
Le prélèvement est ensuite étalé sur des lames de verre. Le préleveur dépose une goutte de moelle sur une lame et réalise ensuite un étalement : c'est ce qu'on appelle un frottis. En France, l'analyse du frottis est faite par un biologiste médical - médecin ou pharmacien - dans un laboratoire d'analyses de biologie médicale. L'examinateur regarde les lames au microscope optique après coloration.

### Contre-indications à la ponction sternale
Les trois principales contre-indications à la ponction sternale sont :
- un os non calcifié, chez les enfants.
- des antécédents de chirurgie thoracique ayant entraînés une sternotomie.
- des antécédents d'irradiation thoracique (en effet, la moelle n'est souvent plus aspirable ou trop pauvre)

Ces trois cas imposent la réalisation du myélogramme au niveau de la crête iliaque.
Un traitement anticoagulant doit faire réfléchir l'indication, mais n'est pas un obstacle le plus souvent.

## Résultats
Le myélogramme permet d'analyser la richesse de la moelle et la représentation normale ou non des différentes lignées cellulaires. Il analyse aussi la présence ou l’absence de cellules anormales.
La richesse globale de l'étalement est évaluée par le nombre de cellules présentes sur un champ. La moelle osseuse est dite très riche, riche, normale, pauvre, ou désertique. La pauvreté du frottis peut être due à une aspiration difficile ou une dilution excessive par du sang. Il est à noter que seule une biopsie ostéomédullaire peut affirmer la pauvreté réelle de la moelle osseuse.
La représentation des différentes lignées est calculée par comptage des éléments cellulaires. Par la suite le taux de chaque lignée est calculé par rapport à l’ensemble des cellules de la moelle et transcrit sous forme de pourcentages. Pour cela sept types de lignées cellulaires sont analysées :
- lignée mégacaryoblastique : ce sont les précurseurs des plaquettes sanguines. Ces cellules sont trop rares pour que l’on puisse calculer un pourcentage. En effet on compte seulement 1 à 10 mégacaryocytes pour 10 000 cellules. Elles sont donc quantifiées de manière semi-quantitative (absents, rares, présents, nombreux). On peut reconnaitre 4 catégories de mégacaryocytes: blaste, basophile, granuleux, thrombocytogène.
- lignée érythroblastique : les érythroblastes sont les précurseurs des globules rouges ; cette lignée représente normalement 10 à 30 % des éléments cellulaires de la moelle. On distingue 4 type de cellules: pro-érythroblastes puis érythroblastes basophiles, polychromatophiles, acidophiles.
- lignée granulocytaire : ces cellules sont les précurseurs des polynucléaires neutrophiles qui font partie des leucocytes, ou plus simplement, globules blancs. Cette lignée représente normalement 50 à 70 % des cellules de la moelle. On distingue 5 types de cellules: myéloblastes, promyélocytes, myélocytes, métamyélocytes, polynucléaires non segmentés et segmentés.
- lignées éosinophile et basophile : elles représentent 2 à 4 % des cellules; ce sont les précurseurs des polynucléaires éosinophiles et basophiles. Seulement trois stades sont différenciables: myélocytes, métamyélocytes et polynucléaires éosinophiles ou basophiles.
- lignée monocytaire, représente elle 2 à 3 % des cellules de la moelle. Ces cellules sont aussi à l’origine de certains globules blancs : les monocytes. Trois stades sont visibles: monoblastes, promonocytes et monocytes mais seuls les monocytes sont observables normalement.
- cellules indifférenciées ou hémoblastes. Elles représentent 1 à 2 % des cellules. Ce ne sont pas des cellules souches au sens strict mais plutôt les éléments les plus jeunes de l'ensemble des lignées, les progéniteurs le plus souvent, d'authentiques cellules souches très rarement.
- Les autres cellules présentes dans la moelle osseuse sont dites « non myéloïdes » et représentent normalement moins de 20 % des éléments nucléés. Il s'agit des lymphocytes ou des plasmocytes qui font également partie des globules blancs.

Le myélogramme peut être associé à d'autres examens surtout utiles au diagnostic des leucémies ou des lymphomes quand ces derniers envahissent la moelle : caryotype médullaire, immunophénotypage des cellules anormales pour aider à leur caractérisation ou examens de biologie moléculaire; ces analyses impliquent que plusieurs millilitres de moelle soient prélevés lors de la ponction.
Ce myélogramme peut enfin être associé à une biopsie ostéomédullaire, seule capable d'établir les diagnostics d'aplasie médullaire ou de fibrose médullaire. Elle sera étudiée en anatomopathologie après fixation, découpe et coloration.